# 周忠和
周忠和（1965年1月19日—），江苏江都人，中国古生物学家，中国科学院院士暨美國國家科學院外籍院士，曾任中國科學院古脊椎動物與古人類研究所第九與第十任所長，亦為全国政治协商会常务委员，主要從事中生代鳥類演化的相關研究，是孔子鸟化石的发现者之一。

## 生平
周忠和1986年毕业于南京大学地质系，专攻鲟鱼类化石研究，1990年在辽宁朝阳市境内发现了原始白鲟的化石。不久，当他继续寻找鲟鱼化石时，意外地发现了两块原始鸟类化石。由于中生代鸟类化石的长期匮乏，他立即意识到这些化石的价值，并将自己的研究方向转向原始鸟类研究。
1992年后，周赴美国堪萨斯大学留学，1995年，他和侯连海等人通报了对在辽宁西部一种原始鸟类的研究成果，并将其命名为孔子鸟（Confuciusornis）。
1999年，周获得博士学位，学成归国，并就职于中国科学院古脊椎动物与古人类研究所，从事古鸟类的研究，发表了大量古鸟类等古生物领域的重要论文；2010年出任中国科学院古脊椎动物与古人类研究所所长。
2010年獲選為美国科学院外籍院士。2011年当选中国科学院地学部院士。2015年11月，当选为发展中国家科学院（TWAS）院士。
他是全国政协常委，2015年3月的两会上他建议取消“思想政治理论”作为硕士研究生入学考试必考科目作为自己的提案之一。2018年1月，当选第十三届全国政协委员。